# توم بيرك (لاعب كرة قدم)
توم بيرك (بالإنجليزية: Tom Burke)‏ هو مدرب كرة قدم ولاعب كرة قدم بريطاني (وحمل سابقاً جنسية المملكة المتحدة لبريطانيا العظمى وأيرلندا) في مركز الوسط، ولد في 1862 في المملكة المتحدة، وتوفي في 1914 في المملكة المتحدة. شارك مع منتخب ويلز لكرة القدم. أما مع النوادي، فقد لعب مع مانشستر يونايتد ونادي ريكسهام وWrexham Victoria F.C. ‏.

## وصلات خارجية
- توم بيرك على موقع قاعدة بيانات كرة القدم.إي يو (الإنجليزية)
- توم بيرك على موقع قاعدة بيانات كرة القدم.إي يو (الإنجليزية)